# Misumenoides depressus
Misumenoides depressus är en spindelart som först beskrevs av O. Pickard-Cambridge 1891.  Misumenoides depressus ingår i släktet Misumenoides och familjen krabbspindlar.
Artens utbredningsområde är Guatemala. Inga underarter finns listade i Catalogue of Life.